# ساو دومينغوس دو أزيتاو
ساو دومينغوس دو أزيتاو بلدية في ولاية مارانهاو في المنطقة الشمالية الشرقية من البرازيل.